# النضد
النضد؛ غرفة مخصصة لاستخراج عسل النخيل المسمى بالدبس، وتكون هذه الغرفة مشتركة لأهالي المحلة الواحدة.

## مواصفاتها
تتصف النضد بالآتي:
- تبنى في بيت أحد الأهالي أو في موقع وسط المحلة.
- تبنى داخل الغرفة منصة مائلة ترتفع عن الأرض نصف متر.
- تصف الجذوع وفوقها لوح عليه أجربة التمر.
- تحفر على المنصة المائلة قنوات صغيرة تصل إلى الحافة.
- يؤدي الضغط والحرارة إلى سيلان العسل من التمر عبر الأجربة وينزل في القنوات.
- توضع جرار فخارية عند طرف المنصة لجمع الدبس المتدفق.[1][2]

## وصلات خارجية
- من المزرعة (نضد التمر)